# Dvoricicea, Nîjnohirskîi
Dvoricicea (în ucraineană Дворіччя) este un sat în comuna Iakîmivka din raionul Nîjnohirskîi, Republica Autonomă Crimeea, Ucraina.

## Demografie
Componența lingvistică a localității Dvoricicea
     Tătară crimeeană (58,62%)
     Rusă (33,47%)
     Ucraineană (6,9%)
Conform recensământului din 2001, majoritatea populației localității Dvoricicea era vorbitoare de tătară crimeeană (58,62%), existând în minoritate și vorbitori de rusă (33,47%) și ucraineană (6,9%).